# Романов, Никита Иванович
Никита Иванович Романов (около 1607 — 21 декабря 1654) — боярин (1645), стольник (1644), сын Ивана Никитича Романова, двоюродный брат первого царя из рода Романовых Михаила Фёдоровича, последний член нецарственной линии Романовых. Умер бездетным.

## Биография
С воцарением Алексея Михайловича Никита Иванович посчитал себя оскорблённым тем, что положенное по его представлению место при молодом государе досталось не ему, двоюродному дяде, а «дядьке» Морозову. В итоге вокруг него сформировалась оппозиционная правительству Б. И. Морозова боярская группировка, своего рода «фронда» (князья Я. К. Черкасский, С. В. Прозоровский, Шереметевы, и другие). 
Участник Смоленского похода в 1654 году. Крупнейший собственник и богатейший человек своего времени (его имущество перешло к царю, так как он не имел детей). 
По списку 1647—1648 годов за Никитой Романовым числилось более 7000 дворов, в том числе два вотчинных города: Скопин и Романово городище.
Во время Соляного бунта 1648 года Никита Романов воспользовался своей популярностью среди москвичей, чтобы устранить Морозова и прийти к власти, но уже через несколько месяцев Морозов вернулся, и Никита Иванович вернулся к роли фрондёра.

## Вкусы и наследие
Он был человеком самостоятельным и амбициозным, способным не оглядываться на общественное мнение. Секретарь Голштинского посольства Адам Олеарий рассказывает о пристрастии Никиты Ивановича ко всему иноземному: боярин был большим поклонником «немецкой музыки», охотно общался с «немцами» и даже сам ходил в иноземном платье. Больше того, он одел слуг в европейские ливреи, чем вызвал бурное негодование самого патриарха, которое гордый боярин игнорировал.
Именно Никите Ивановичу потомки обязаны появлением пресловутого ботика Петра Великого: до того, как молодой царь Пётр нашёл его гниющим на хозяйственном дворе в селе Измайлове, ботик был приобретён Никитой Ивановичем для речных прогулок.
Сохранились некоторые сведения о круге чтения Романова. Из принадлежавших ему книг известна сборная рукопись, содержащая в себе части Степенной и Родословной книг, летописные сказания, послания Ивана Грозного к Курбскому, Житие митрополита Филиппа. В «немецкой шкатуле» боярин хранил у себя «перевод с польскаго письма, как женился Владислав король на цесаревне, да с курантов перевод».
В Оружейной палате сохранилась колымага Никиты Ивановича польской работы (К-35). В то время передвижение на повозке считалось нормой для женщин и стариков. Считалось, что знатный мужчина должен передвигаться верхом.

Сохранилось несколько предметов, связанных с его именем:

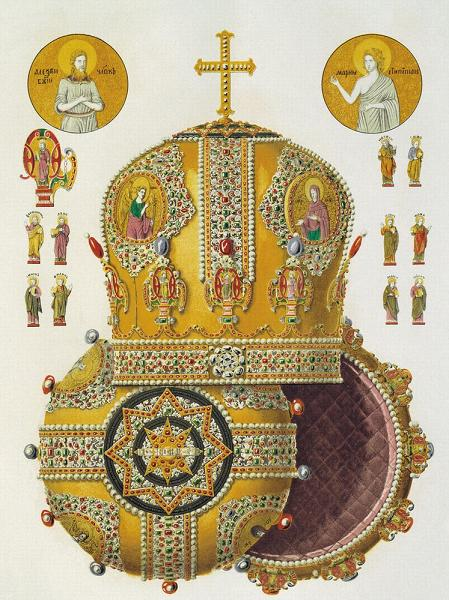
Митра патриарха Никона (1605—1681), подаренная боярином Никитою Ивановичем Романовым
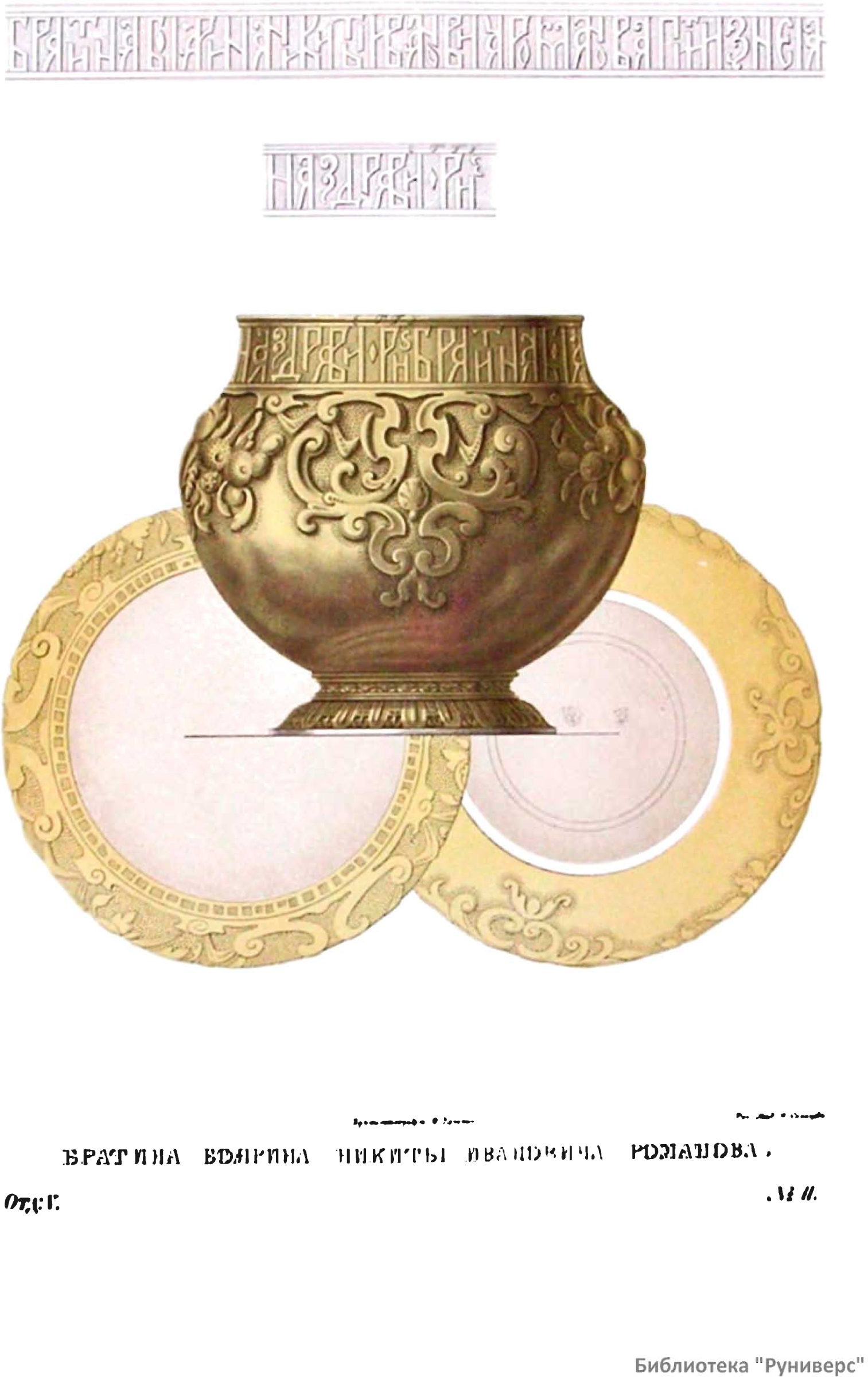
Серебряная золоченая братина боярина Никиты Ивановича Романова. Оружейная палата
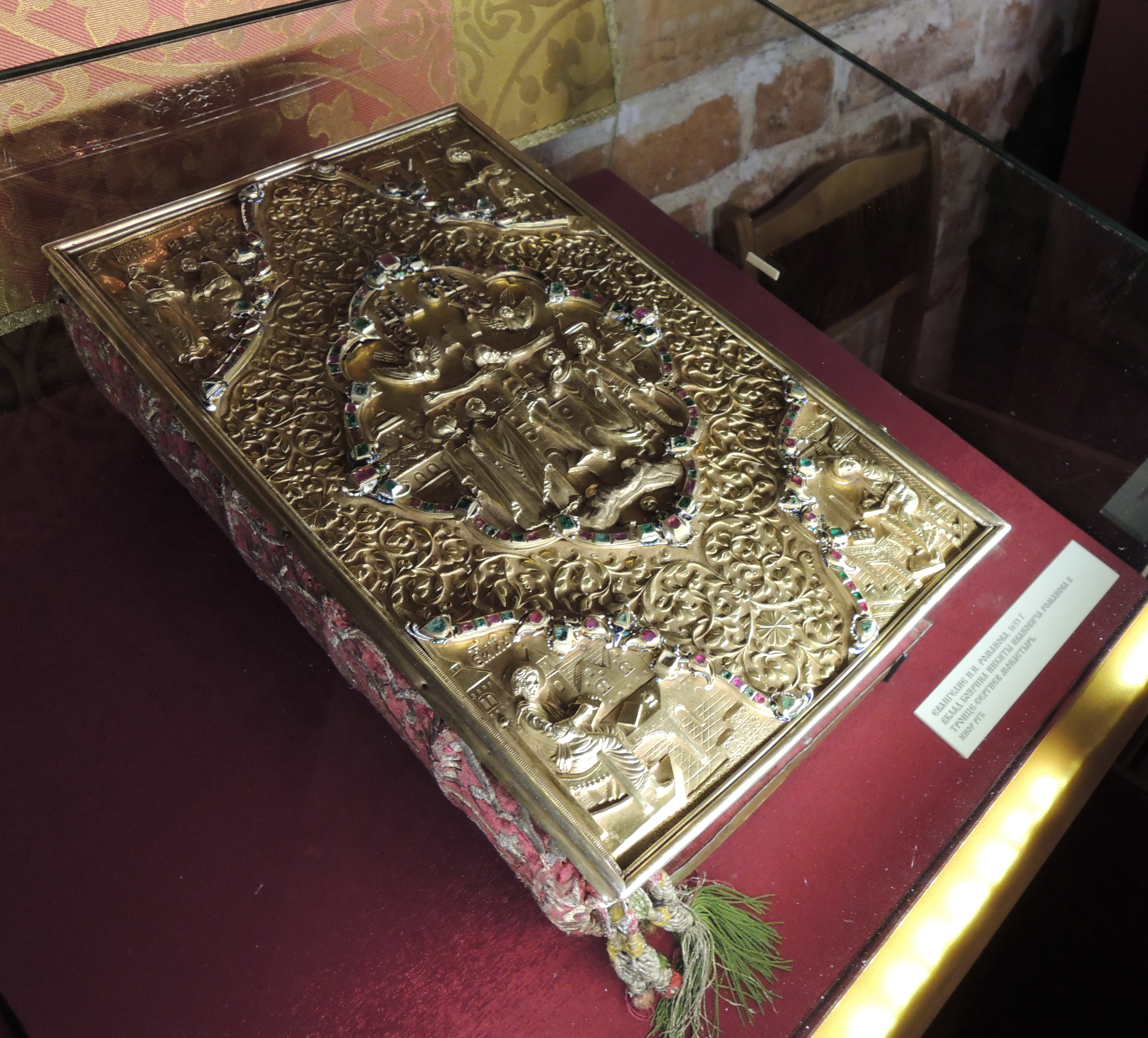
Евангелие, 1633, вклад в Троице-Сергиеву лавру

Также в Оружейной палате сохранился его юшман (кольчуга; Ор-4762), шлем (Ор-2060), ковш, прежде принадлежавший Борису Годунову (МР-1128).

### Гербовой прапор

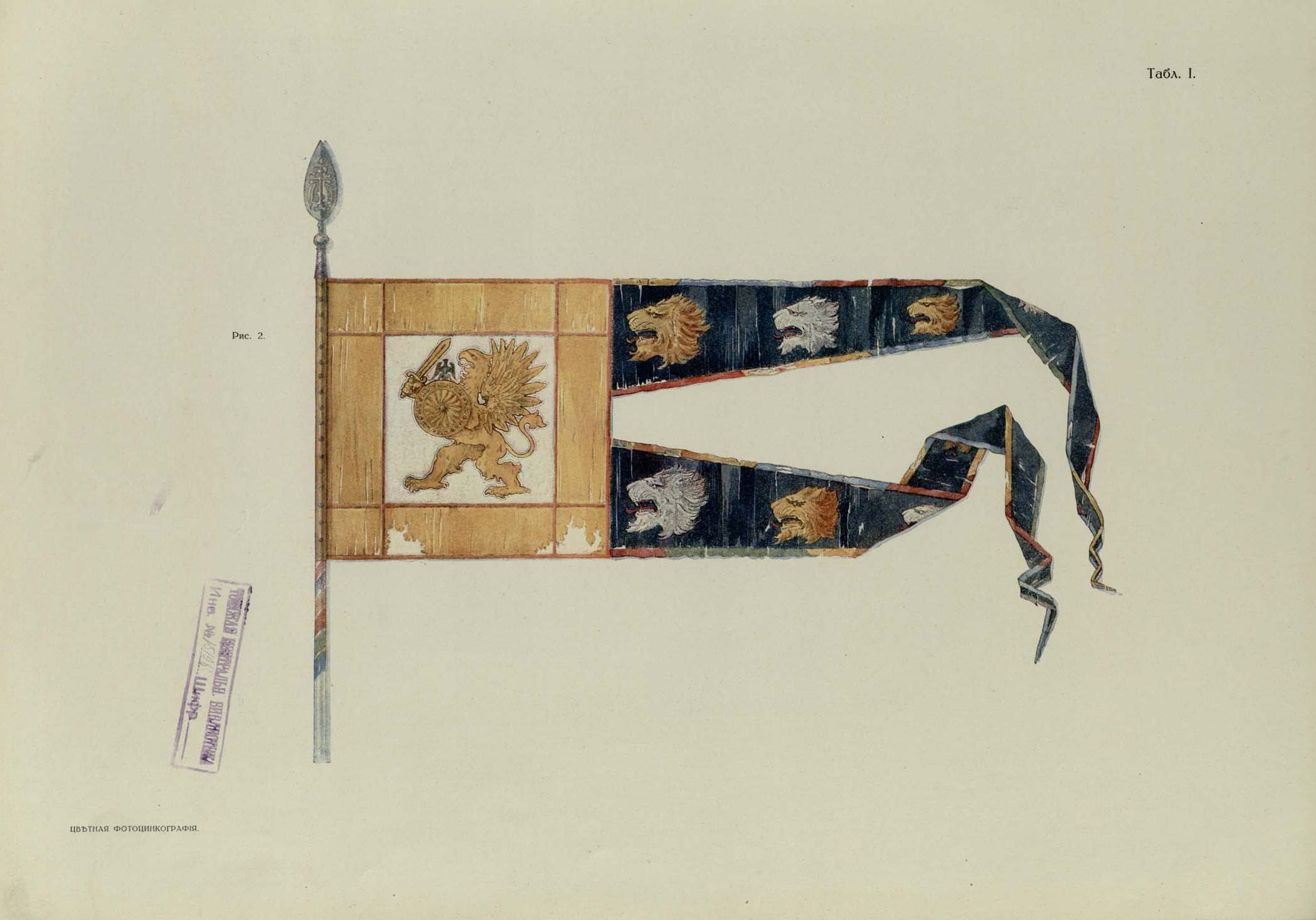
Гербовой прапор боярина Никиты Ивановича Романова.

С момента прихода к власти (1613 год) династия Романовых пользовалась государственным гербом, то есть двуглавым орлом, как личным, однако во второй половине XIX века императорская семья пожелала обзавестись собственным родовым гербом. 
Б. В. Кёне, взяв за основу романовское предание и рисунок на прапоре (хранившемся в Оружейной палате) боярина Никиты Ивановича Романова создаёт герб, который получил Высочайшее утверждение 8 декабря 1856 года. Б. В. Кёне заменил золотой цвет грифона с прапора на червлёный в серебряном поле в гербе.
Описание Гербового прапора Н. И. Романова:

«Прапор середина тафта белая, вшит гриф тафта желтая, с мечом, в левой лапе держит клеймо, повыше клейма писан орлик чёрный, опушка вшита в червчатую тафту, тафта жёлтая. Откоски объярь черная, писаны главы львовы золотом и серебром, опушка тафта разных цветов».— «ПСЗ. Т.32. 1857. № 31720»

А в описях царской Оружейной казны указано: «прапор, середина тафта белая, вшит гриф тафта желтая с мечом, в левой лапе держит клеймо (щит); повыше клейма писан орлик черный; опушка вшита в червчатую тафту, тафта желтая; откоски объяр черная, писаны главы Львовы золотом и серебром, опушки тафта разных цветов, гротик железной, прорезан; древко по белой земле писано розными красками. По ярлыку написано: прапор боярина Никиты Ивановича Романова». 